# زنبورك
الزَّنْبُورَك (بالفارسية: زنبورک) ويعني حرفيًا زنبور صغير، كان نوعًا من المدفعيات ذاتية الحركة من العصر الحديث المبكر، وهو مدفع صغير ذو مرود مثبت على جمل ويُطلق منه. يُعرف مشغّلها باسم زَنْبُورَكْجِيّ. استخدمته ممالك البارود، وخاصة الإمبراطوريات الإيرانية من السلالة الصفوية، والدولة التيمورية، والسلالة الأفشارية، بسبب وعورة الهضبة الإيرانية، مما جعل النقل النموذجي للمدافع الثقيلة صعبًا.
كان زنبورك شائعًا في الحروب في القرن الثامن عشر في شبه القارة الهندية. استخدمه البشتون في معركة جيلان أباد، وهزموا الجيش الصفوي الإمبراطوري المتفوق عدديًا. اُستخدم أيضًا بنجاح في حملات نادر شاه، عندما استخدم الشاه والعسكري نادر شاه فيلق زنبورك جنبًا إلى جنب مع فيلق نظامي من المدفع التقليدي لإحداث تأثير مدمر في العديد من المعارك مثل معركة دامغان (1729)، معركة يغوارد ومعركة كارنال. وظف أحمد شاه دوراني أيضًا عدد كبير من الزنبوركات بنجاح خلال غارته في سهل شمال الهند لهزيمة قوات مراثا بالقرب من باني بت.

## الاستخدام
كانت زنبوركات إحدى وحدات الحرس الملكي في جيش القاجار. كان فوج الزنبورك الفارسي مصحوبًا بموسيقيين يحملون طبولًا ضخمة محمولة على الجمال، لتخويف العدو بشكل أكبر. استخدم الزنبورك أيضًا خلال الحرب الإنجليزية الأفغانية الأولى وحرب السيخ الأولى والثانية.[بحاجة لمصدر]

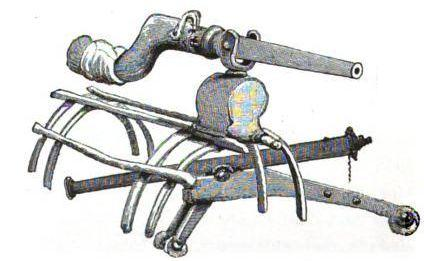
زنبورك من جنوب آسيا.

بحلول القرن الثامن عشر، أصبح استخدام الزنبورك شائعًا في شبه القارة الهندية أيضًا. في عام 1761، استخدم الفاتح الدراني أحمد شاه الدراني (المعروف أيضًا باسم أحمد شاه أبدالي) نحو 2000 مدافع الجمال في معركة ضد المراثا، والتي ثبت أنها عامل حاسم في هزيمة قوات المراثا بالقرب من باني بت.
يتكون الزنبورك من مدفع بمرود (أو بندقية) يوضع على مسند الشوكة المعدني يبرز من سرج الجمل. يستخدم الجندي الزنبورك عند بُروك الجمل. الاسم مشتق من الكلمة الفارسية "زنبورک" التي تعني زنبور صغير، ربما في إشارة إلى الصوت الذي تصدره القسي الإفرنجية القديمة المثبتة على الجمال. إن حركة الجمل جنبًا إلى جنب مع مرونة المدفع ذو المرود والقدرة النارية الثقيلة جعلت وحدة عسكرية مرعبة، على الرغم من أن دقة المدفع ومداه كانا منخفضين إلى حد ما. كما أن المدفع الخفيف لم يكن مفيدًا بشكل خاص ضد التحصينات الثقيلة.
استَخدَمت خانية زونغار مدافع صغيرة محمولة على الجمال في المعركة. :89 استخدم كلا الجانبين أسلحة البارود مثل البنادق والمدافع خلال حروب تشينغ-زونغار. :95
رُكّبت بنادق غاتلينغ على الجمال أيضًا بعد اختراعها في عام 1861.